# Кальвар, Мануэль де Хесус
Мануэль де Хесус Кальвар-и-Одурадо (исп. Manuel de Jesús Calvar y Oduardo; 25 декабря 1837 — 20 декабря 1895) — кубинский военный и политик, президент революционной Кубы.
Родился в 1837 году в Мансанильо в семье богатого землевладельца. В детстве посещал частную школу, а затем был послан для изучения коммерческого дела в Германию, где учился в Бремене и Гамбурге. По возвращении на Кубу принял участие в основании масонской ложи.
С началом первой войны за независимость Кубы присоединился к повстанческим войскам, и в ходе войны постепенно рос в званиях, став в итоге генерал-майором. После того, как руководство повстанцев было вынуждено пойти на переговоры с испанскими властями, и в итоге подписало Санхонский договор, генералы Мануэль де Хесус Кальвар и Антонио Масео в ходе «протеста в Барагуа» не согласились с этим решением, и сформировали временное правительство, избравшее Мануэля Кальвара президентом. Однако военная ситуация была безнадёжной, и в итоге 28 мая этой группе патриотов также пришлось капитулировать.
Мануэль Кальвар эмигрировал сначала на Ямайку, затем в Коста-Рику, и в итоге осел в Гондурасе, а в конце жизни перебрался в США.